# Calasesia
Calasesia là một chi bướm đêm thuộc họ Sesiidae.

## Các loài
- Calasesia coccinea (Beutenmüller, 1898)